# Amarillis
Amarillis est un ensemble de musique de chambre à géométrie variable, spécialisé en musique baroque. L'Ensemble défend aussi des programmes associant d'autres courants musicaux, comme le jazz ou la musique contemporaine, ainsi que d'autres univers artistiques comme le théâtre, la danse ou le conte.

## Présentation
Créé en 1994, l'ensemble réunit notamment : 
- Héloïse Gaillard : Direction artistique, flûtes à bec et hautbois baroque
- Violaine Cochard : Chef de chant, clavecin et orgue positif
- Ophélie Gaillard : Violoncelliste, sœur d'Héloïse

Amarillis collabore régulièrement avec les meilleurs chanteurs actuels : Patricia Petibon, Stéphanie d'Oustrac, Sonya Yoncheva, Karine Deshayes, Mathias Vidal, Maïlys de Villoutreys, Isabelle Poulenard, Chantal Santon, Robert Getchell, Emiliano Gonzalez-Toro, Alain Buet, Benoît Arnould… et au gré de la programmation, réunit dans un même esprit de musique de chambre des musiciens au talent confirmé.

## Discographie
- 1999 : « Furioso ma non troppo - Italie 1602-1707 » - Maryseult Wieczorek (soprano) ; Amarillis : Héloïse Gaillard (flûtes à bec & hautbois baroque), Violaine Cochard (clavecin & orgue positif), Ophélie Gaillard (violoncelle). (Ambroisie AMB 9901)[1] (OCLC 55963529)
- 1999 : « Amour & Mascarade : Purcell et l'Italie » - Patricia Petibon (soprano), Jean-François Novelli (ténor) ; Amarillis : Héloïse Gaillard (flûtes à bec et hautbois baroque), Violaine Cochard (clavecin & orgue positif), Ophélie Gaillard (violoncelle), Richard Myron (contrebasse). (Ambroisie AMB 9902 / Naïve AM 187)[2] (OCLC 52807942 et 636504191)
- 2000 : « Jeux de dames à la Cour - France 1710-1740 » - Amarillis : Héloïse Gaillard (flûtes à bec & hautbois baroque), Violaine Cochard (clavecin), Ophélie Gaillard (violoncelle), Anne-Marie Lasla (viole de gambe). (Ambroisie AMB 9904)[3] (OCLC 51570712)
- 2000 : « J.S. Bach - Aria » - Maîtrise de garçons de Colmar (direction Arlette Steyer) ; Amarillis : Héloïse Gaillard (flûtes à bec & hautbois baroque), Violaine Cochard (clavecin et orgue positif), Ophélie Gaillard (violoncelle). (Ambroisie AMB 9907)[4]
- 2001 : « G.-F. Händel (1685-1759) - Recorder & Oboe sonatas » - Amarillis : Héloïse Gaillard (flûtes à bec & hautbois baroque), Violaine Cochard (clavecin & orgue positif), Ophélie Gaillard (violoncelle). (Ambroisie AMB 9910)[5]
- 2003 : « A. Vivaldi (1678-1741) - Concerti per flauto, per violoncello » - Amarillis : Héloïse Gaillard (flûtes à bec et hautbois baroque), Violaine Cochard (clavecin), Ophélie Gaillard (violoncelle), David Plantier et Lorenzo Collito (violons), Patricia Gagnon (alto), Richard Myron (contrebasse), Laura Monica Pustilnik (archiluth et guitare). (Ambroisie AMB 9944)[6]
- 2004 : « Marc Antoine Charpentier (1643-1704) – Molière : Hommage pastoral au Roi Soleil et autres grivoiseries », Suite en ré mineur H.545, La Couronne de fleurs H.486, Prélude, menuet et passepied en sol mineur H.520, Dialogue d'Angélique et Médor H.506, Prélude en fa mineur H.528, Oiseaux de ces bocages H.456,  Deux menuets H.541, Tout renait, tout fleurit H.468, Profitez du printemps H.495 c, Prélude en la mineur H.253 a, Caprice H.542, Veux tu compère Grégoire H.470, Fanchon, la gentille Fanchon H.454, Beaux petits yeux d'écarlate H.448 Symphonie en sol H.529. Cassandre Berthon et Valérie Gabail (sopranos), Robert Getchell (haute-contre à la française), Jean-François Novelli (taille), Jean-Baptiste Dumora (basse taille) ; Amarillis : Héloïse Gaillard (flûtes à bec & hautbois baroque), Violaine Cochard (clavecin & orgue positif), Gilone Gaubert-Jacques et Stéphanie Pfister (violons), Meillane Wilmotte (flûtes à bec), Eric Speller (hautbois), Anne-Marie Lasla (viole de gambe). (Ambroisie AMB 9954)[7]
- 2004 : « G.-F. Haendel (1685-1759) - Sacré profane » - Robert Expert (contre-ténor), Patricia Petibon (soprano) ; Amarillis : Héloïse Gaillard (flûtes à bec & hautbois baroque), Violaine Cochard (clavecin & orgue positif), Lorenzo Collito et Lisa K. Ferguson (violons), Agathe Blondel (alto), Emmanuel Jacques (violoncelle), Richard Myron (contrebasse). (Ambroisie AMB 9958)[8]
- 2006 : « Telemann Voyageur virtuose » - Amarillis : Héloïse Gaillard (flûtes à bec et hautbois baroque), Violaine Cochard (clavecin), David Plantier (violon), Emmanuel Jacques (violoncelle), Laura Monica Pustilnik (archiluth). (Ambroisie AM 112 en 2006 et Evidence classics EVCD041 en 2017)[9]
- 2007 : Nicolas Bernier, Louis-Nicolas Clérambault « Médée furieuse » - Stéphanie d’Oustrac (mezzo soprano) ; Amarillis : Héloïse Gaillard (flûtes à bec & hautbois baroque), Violaine Cochard (clavecin), Gilone Gaubert-Jacques (violon), Anne-Marie Lasla (viole de gambe). (Ambroisie AM 157)[10]
- 2011 : Monteverdi, Scarlatti, Barbara Strozzi, Cavalli « Ferveur et Extase » - Stéphanie d'Oustrac (mezzo soprano) ; Amarillis : Héloïse Gaillard (flûtes à bec), Violaine Cochard (clavecin et orgue positif), Alice Piérot et Gilone Gaubert-Jacques (violons), Fanny Paccoud (alto), Emmanuel Jacques (violoncelle), Richard Myron (violone), Monica Pustilnik (archiluth). (Éditions Ambronay AMY 027)[11],[12]
- 2011 : « A music party » - Amarillis : Héloïse Gaillard (hautbois baroque), Violaine Cochard (clavecin), Amélie Michel (traverso), David Plantier (violon), Fanny Paccoud (alto), Annabelle Luis (violoncelle), Lionel Renoux et Pierre-Yves Madeuf (cors). (AgOgique AGO 003)[13],[14]
- 2014 : « Jean-Philippe Rameau : Cantates et Pièces de clavecin en concert » - Mathias Vidal (ténor) ; Amarillis : Héloïse Gaillard (flûtes à bec & hautbois baroque), Violaine Cochard (clavecin), Alice Piérot (violon), Marianne Muller (viole de gambe). (Naïve V5377)[15]
- 2015 : « Antoine Dauvergne & Gérard Pesson – Les Troqueurs et La Double Coquette » - Les Troqueurs : Jaël Azzaretti (soprano), Isabelle Poulenard (soprano), Alain Buet (baryton), Benoît Arnould (baryton). La Double Coquette : Maïlys de Villoutreys (soprano), Isabelle Poulenard (soprano), Robert Getchell (ténor) ; Amarillis dans Les Troqueurs : Héloïse Gaillard (hautbois baroque et flûtes à bec), Violaine Cochard (clavecin), Alice Piérot et Marie Rouquié (violons), Fanny Paccoud (alto), Annabelle Luis (violoncelle), Richard Myron (contrebasse), Xavier Miquel (hautbois baroque), Laurent Le Chenadec (basson), Pierre-Yves Madeuf et Olivier Picon (cors) ; Amarillis dans La Double Coquette : Héloïse Gaillard (hautbois baroque et flûtes à bec), Violaine Cochard (clavecin), Alice Piérot et Louis Créac'h (violons), Fanny Paccoud (alto), Annabelle Luis (violoncelle), Ludovic Coutineau (contrebasse), Xavier Miquel (hautbois baroque), Laurent Le Chenadec (basson), Lionel Renoux et Serge Desautels (cors) (2011/décembre 2014, 2CD NoMadMusic NMM 017)[16] (OCLC 930922468)
- 2016 : « Inspiration baroque » - Amarillis en trio : Héloïse Gaillard (flûtes à bec & hautbois baroque), Violaine Cochard (clavecin), Annabelle Luis (violoncelle baroque) et Louis Sclavis (clarinettes), Matthieu Metzger (saxophones), Jean-Philippe Feiss (violoncelle). (NoMadMusic NMM 030)[17] (OCLC 951165579)
- 2016 : « Pergolesi : Stabat Mater » - Sonya Yoncheva (soprano) et Karine Deshayes (contralto) ; Amarillis : Héloïse Gaillard (flûte à bec), Violaine Cochard (clavecin & orgue positif), Alice Piérot (premier violon), Sandrine Dupé, Louis Créac'h (violons I), Olivier Briand, Diana Lee, Koji Yoda (violons II), Fanny Paccoud, Laurent Muller (altos), Annabelle Luis, Frédéric Baldassare (violoncelles), Gautier Blondel (contrebasse), Bruno Helstroffer (théorbe). (Sony classical 88985369642)[18]
- 2017 : « Effervescence concertante » - Amarillis : Héloïse Gaillard (flûte à bec et hautbois baroque), Violaine Cochard (clavecin), Amélie Michel (traverso), Meillane Wilmotte (flûte à bec et traverso), Alice Piérot (violon concertant), David Plantier (violon I), Alix Boivert (violon II et alto), Laurent Muller-Poblocki (alto), Annabelle Luis (violoncelle), Ludovic Coutineau (contrebasse). (Evidence Classics EVCD 032)[19]
- 2018 : « Handel - Melodies in Mind » - Amarillis : Héloïse Gaillard (flûtes à bec), Alice Piérot (violon), Annabelle Luis (violoncelle), Violaine Cochard (clavecin), Florent Marie (théorbe). (Evidence Classics)[20]

## Distinctions
L'ensemble remporte trois premiers prix internationaux : en 1995, le premier Prix du concours de musique ancienne de York, puis le premier Prix du concours Musique d’Ensemble organisé par la FNAPEC en avril 1997 et enfin, en septembre 1997, le premier Prix et le Prix du public au concours SINFONIA présidé par Gustav Leonhardt.
En 1999, Amarillis a été distingué par les révélations classiques de l’Adami.

## Soutiens
Amarillis est conventionné par la Région Pays de la Loire et la Direction régionale des Affaires culturelles (DRAC) ainsi que par la ville d’Angers depuis 2012. Il est également soutenu en fonction de ses projets par la Spedidam ou la Fondation Orange ou le Centre de musique baroque de Versailles ...
Il est membre de la Fédération des ensembles vocaux et instrumentaux spécialisés.